# Pedinorrhina viridicollis
Pedinorrhina viridicollis är en skalbaggsart som beskrevs av Louis Burgeon 1932. Pedinorrhina viridicollis ingår i släktet Pedinorrhina och familjen Cetoniidae. Inga underarter finns listade i Catalogue of Life.